# Distrito de Viqueque
Viqueque (en tetun Vikeke) es uno de los 13 distritos administrativos de Timor Oriental, localizado en la costa sur de la isla. Al este limita con Lautém, al norte con Baucau, al oeste con Manatuto y al sur con el mar de Timor.
Tiene 66 434 habitantes (censo de 2004) y un área de 1781 km². Su capital es la ciudad de Viqueque.
El distrito de Viqueque es idéntico al concejo del mismo nombre de la época del Timor Portugués e incluye los subdistritos de Lacluta, Ossu, Uatolari (llamado Leça, en tiempo de los portugueses), Uato Carabau y Viqueque.
En ella se hablan las lenguas oficiales de Timor Oriental, el tetun y el portugués, pero en el distrito de Viqueque gran parte de la población se expresa también en macassai.
- Datos: Q610726
- Multimedia: Viqueque (Municipality) / Q610726